# Úschova
Úschova (latinsky depositum) je typ závazkového právního vztahu, který vznikne uzavřením smlouvy o úschově. Smluvní strany jsou značeny jako schovatel a uschovatel. V jejím rámci se schovatel zavazuje převzít od uschovatele věc, aby ji pro něj opatroval. V českém právu je úschova upravena v § 2402–2414 občanského zákoníku. Speciálně je upravena úschova cenných papírů (v § 2409–2414 občanského zákoníku), notářská a soudní úschova atd.
Úschova může být úplatná i bezúplatná, a forma ujednávání může být písemná, ústní i jen konkludentní. Konkludentní právní úkon (reálná smlouva) je kontrakt, který vznikne v tomto případě samotným předáním věci (což ovšem může proběhnout i prostřednictvím mechanických prostředků, např. schránka v bance, do které si klient – uschovatel může uložit peníze a jiné cennosti, boxy nádražní úschovny atd.). Naproti tomu kontrakt konsensuální (většinou písemná smlouva) vzniká již dohodou na obsahu a podmínkách úschovy. Předmětem úschovy může být jak věc ve vlastnictví uschovatele, tak i věc cizí.

## Smlouva o úschově
Smlouva o úschově nemá zákonem předepsanou písemnou formu a jako reálná vzniká převzetím věci do úschovy. Avšak pro vznik smlouvy není podmínkou převzetí věci od uschovatele, protože souhlas s úschovou takové věci může být dán i poté, co se věc už u schovatele nachází (často se děje mezi podnikateli). Vlastnické právo uschovatele k převzaté věci také není podmínkou smlouvy o úschově, postačí oprávnění uschovatele s věcí nakládat. Schovatel může přijmout do úschovy i věc vlastní, má-li uschovatel titul k detenci. Je důležité odlišovat smlouvu o úschově od jiných smluv jí podobných a to hlavně od smlouvy o skladování. Základním rozdílem je už ten fakt, že smlouva o úschově je bezúplatná, pokud úplata není sjednána nebo neplyne-li to ze zvyklostí a předchozího styku stran nebo z předmětu činnosti schovatele.
Schovatel je povinen opatrovat převzatou věc tak, aby na ní nevznikla škoda, a po uplynutí doby úschovy je povinen vrátit uschovanou věc i s tím, co k ní přibylo. Protože předmětem úschovy není uschovanou věc užívat, nedá se uvažovat o opotřebení této věci. Naopak, schovatel má pečlivě věc opatrovat, aby zabránil jakékoliv změně.
Standardně vrací schovatel převzatou věc uschovateli po uplynutí doby úschovy. Může se ale stát, že uschovatel bude chtít vrátit věc dříve. V tomto případě mu schovatel věc vrátí. Schovatel však nemá právo sám od sebe věc před uplynutím doby úschovy vrátit. Výjimkou je, pokud schovatel není schopen pro nepředvídatelnou okolnost věc bezpečně nebo bez vlastní škody opatrovat.
Je možné, že nastane i takový případ, kdy z jednání obou stran, ani z jiných okolností nelze dovodit konsensus stran ohledně doby úschovy. V tomto případě je možné, aby uschovatel kdykoli bez udání jakéhokoliv důvodu žádal vrácení věci a schovatel může věc kdykoli vrátit. I v tomto případě se musí navrátit uschovaná věc ve stejném stavu, ve kterém byla schovateli předána. Pokud tomu tak není a schovatel není schopen vydat věc ve stejném stavu, jako mu byla předána do úschovy, je odpovědný za vzniklé škody.

### Povinnost schovatele k náhradě škody
Schovatel je povinen nahradit škodu, pokud vznikla užitím věci schovatelem, umožněním užití věci třetí osobou, předáním věci do úschovy jinému bez předchozího nebo následného souhlasu uschovatele či chybí-li k tomu nezbytná potřeba, v tomto okamžiku tedy na něj jako sankční opatření přechází nebezpečí vzniku škody. Schovatel je povinen nahradit škodu i ušlý zisk, který měl po dobu úschovy vzniknout. Schovatel nahradí uschovateli i nahodilou škodu.
Povinnost schovatele k náhradě škody je koncipována jako objektivní a schovatel se jí zprostí jen tehdy, když bude prokázáno, že by škoda vznikla i jinak, kdyby schovatel neporušil své povinnosti nebo kdyby věc nebyla do úschovy převzata.
Namístě je zmínit i otázku náhrady škody na odložené věci, která se neřídí ustanovením občanského zákoníku o smlouvách o úschově, ale § 2945 o. z. Dle tohoto ustanovení je důležité, aby věc byla uložena na místo tomu určené, nebo sekundárně (neexistuje-li místo určené) na místě kam se takové věci obvykle ukládají. Příkladem může být v divadle odkládání kabátů do šatny nebo v šatně na věšák. V tomto případě poškozený musí uplatnit právo na náhradu vzniklé škody bez zbytečného odkladu, nejpozději však do 15 dnů po dni, kdy se o škodě musel dozvědět.

### Náhrada nákladů a právo schovatele na odměnu
Zákon odlišuje náhradu nezbytných nákladů schovateli a odměnu (úplatu) schovateli. Schovatel má ze zákona právo na zaplacení nezbytně vynaložených nákladů. Příkladem je uhrazení ceny za udržování teploty v místnosti, ve které jsou uschovány obrazy. Úhrada jiných než nezbytných nákladů může být požadována jen v případě, je-li tak ujednáno ve smlouvě. Právo na úplatu musí být sjednáno ve smlouvě nebo musí vyplývat ze zvyklostí z předchozího styku nebo z předmětu činnosti schovatele. Výjimkou je nepřikázané jednatelství (§ 3006 až 3011 občanského zákoníku). V tomto případě má nepřikázaný jednatel právo na úhradu účelně vynaložených nákladů, jestliže odvracel hrozící škodu. Právo na náhradu těchto škod musí schovatel prokázat a vysvětlit okolnosti vzniku.

### Promlčení práv z úschovy
K promlčení práva na náhradu škody nebo práva na zaplacení úplaty nebo nákladů dochází neuplatněním práva v promlčecí lhůtě tří měsíců. Podmínkou pro počátek běhu této promlčecí lhůty je, že došlo k vrácení věci. Toto vrácení musí být prokazatelné. Ostatní, zde neuvedená práva, se řídí obecným ustanovením občanského zákoníku o promlčecích lhůtách.

## Úschova cenného papíru
Obecně má schovatel za povinnost vést evidenci o cenném papíru a držet cenné papíry v úschově odděleně od vlastních cenných papírů a cenných papírů jiných uschovatelů. Pokud však bylo se schovatelem ujednáno jinak či se jedná o hromadnou úschovu, tak cenné papíry nemusí být uschovány odděleně. Úschova cenných papírů je spojena s některými zvláštními instituty (hromadná úschova, druhotná úschova, imobilizace) a vyžaduje i v jiných směrech zvláštní úpravu. Občanský zákoník neklade na uschovatele cenného papíru specifické požadavky.

### Klasifikace úschovy cenného papíru
Je možné rozlišovat úschovu samostatná a hromadná a dále úschovu prvotní a druhotnou.

#### Samostatná úschova
U samostatné úschovy se uschovává cenný papír uschovatele odděleně od cenných papírů jiných uschovatelů. Tímto způsobem se zabrání riziku vrácení nesprávného cenného papíru. Schovatel má u tohoto druhu úschovy povinnost vrátit uschovateli právě jen ten cenný papír, který mu byl do úschovy uschovatelem svěřen.

#### Hromadná úschova
V hromadné úschově se uschovávají cenné papíry uschovatele společně s cennými papíry jiných uschovatelů, ale odděleně od cenných papírů schovatele. Tato možnost společného uschovávání je dána tím, že při tomto druhu úschovy cenných papírů není zapotřebí rozlišovat, kdo byl v rámci společně uschovaných cenných papírů původně vlastníkem (uschovatelem). Takto mohou být vždy uloženy jen zastupitelné cenné papíry, mezi kterými není nutné rozlišovat (zastupitelné cenné papíry).
Cenné papíry v této úschově náleží všem uschovatelům společně. Každý z uschovatelů má nárok na vrácení svého cenného papíru bez souhlasu ostatních uschovatelů. Dokud závazek k úschově trvá, může si cenný papír vyzvednout a poté ho zpět navrátit do úschovy. Jestliže budou vyzvednuty všechny cenné papíry, závazek k úschově zaniká, pokud nebylo ujednáno jinak.

#### Druhotná úschova
Schovatel může převzatý cenný papír předat i bez souhlasu uschovatele do tzv. druhotné úschovy u jiného schovatele; práva a povinnosti uschovatele vůči prvnímu schovateli tímto nejsou dotčena. Schovatel v druhotné úschově cenné papíry přímo neopatruje, ale realizuje opatrovnictví cenných papírů pomocí druhotné úschovy. I v případě druhotné úschovy má uschovatel nárok na vrácení svých cenných papírů svěřených schovateli do úschovy a má zachována i jiná práva a povinnosti vyplývající pro něj ze smlouvy o úschově uzavřené se schovatelem.

#### Imobilizace cenných papírů
Imobilizace cenných papírů spočívá v tom, že emitent cenného papíru předá schovateli do úschovy listinný cenný papír ve prospěch jeho vlastníka, který je oprávněn na emitentovi požadovat, aby mu cenný papír při splnění emisních podmínek vydal. Schovatel před vydáním cenného papíru z úschovy doplní na cenném papíru na jméno nebo na řad jméno jeho vlastníka.

## Další typy úschov v rámci právního řádu ČR
V rámci právního řádu České republiky se lze setkat i s dalšími typy úschov, jako je např. notářská úschova nebo advokátní úschova, které se mohou řídit speciální právní úpravou (v daném případě notářským řádem nebo zákonem o advokacii). Tato speciální právní úprava má přednost před obecnou úpravou obsaženou v občanském zákoníku. Poplatek za službu notářské úschovy se řídí vyhláškou ministerstva spravedlnosti 196/2001 Sb. 
Zvláštním druhem úschovy je také soudní úschova.